# Paul Butzer

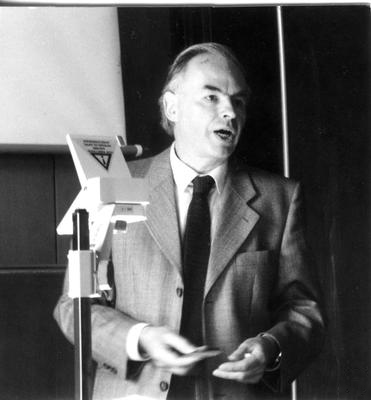
Paul Butzer, 1984

Paul Leo Butzer (*  15. April 1928 in Mülheim an der Ruhr) ist ein deutscher Mathematiker, der sich mit Analysis befasst (Approximationstheorie, Harmonische Analysis).

## Leben und Wirken
Butzer ist der Sohn eines Ingenieurs, seine Mutter studierte Mathematik an der RWTH Aachen. Als Gegner der Nationalsozialisten verließen die Eltern mit den Kindern 1937 Deutschland und gingen nach England. Im Zweiten Weltkrieg zogen sie nach Kanada, wo Butzer in Montreal zur Schule ging und am Loyola College (der späteren Concordia University) Mathematik studierte, das er 1948 mit dem Bachelor-Abschluss beendete. Danach studierte er an der University of Toronto unter anderem bei Harold Scott MacDonald Coxeter und William Tutte und wurde 1951 bei George G. Lorentz promoviert (On Bernstein Polynomials). 1952 wurde er Lecturer und dann Assistant Professor an der McGill University. 1955/56 lebte er in Paris und dann in Mainz. Er beschloss, in Deutschland zu bleiben, habilitierte sich an der Albert-Ludwigs-Universität Freiburg, lehrte in Würzburg und ab 1958 an der RWTH Aachen. 1962 erhielt er dort einen Lehrstuhl (zur gleichen Zeit bot man ihm eine Professur in Groningen an). 1963 begann er, internationale Konferenzen über Approximationstheorie am Mathematischen Forschungsinstitut Oberwolfach zu organisieren (später mit Béla Szőkefalvi-Nagy).
Neben Approximationstheorie und deren Verbindungen zur Fourieranalyse und zu Halbgruppen von Operatoren in Banachräumen und mit Integraltransformationen befasste er sich auch mit Wahrscheinlichkeitstheorie (Zentraler Grenzwertsatz und damit verbundene Konvergenzfragen), Sampling Theory und Signalanalyse.
Er beschäftigte sich auch mit Mathematikgeschichte (insbesondere in Verbindung mit Aachen), zum Beispiel Peter Gustav Lejeune Dirichlet, Eduard Helly, Eugène Catalan, Pafnuti Lwowitsch Tschebyschow, Charles-Jean de La Vallée Poussin, Geschichte von Splines, Otto Blumenthal, Mathematik in karolingischer Zeit und Elwin Bruno Christoffel (über den er ein Buch herausgab).
Butzer ist Mitglied der Königlichen Gesellschaft der Wissenschaften in Lüttich und emeritiertes Mitglied der Königlichen Belgischen Akademie der Wissenschaften sowie Ehrenmitglied der Mathematischen Gesellschaft in Hamburg. Er ist dreifacher Ehrendoktor (Lüttich, York, Timișoara).
Paul Butzer ist der Bruder von Karl W. Butzer.

## Schriften
- mit Hubert Berens: Semi-groups of Operators and Approximation, Grundlehren der mathematischen Wissenschaften, Springer Verlag 1967.
- mit Hermann Schulte: Ein Operatorenkalkül zur Lösung gewöhnlicher und partieller Differenzengleichungssysteme von Funktionen diskreter Veränderlicher und seine Anwendungen. Köln, Opladen, Westdeutscher Verlag 1965.
- mit Rolf Joachim Nessel Fourier Analysis and Approximation, Academic Press, Vol. 1 (One-dimensional Theory), 1971.
- mit Walter Trebels: Hilberttransformation, gebrochene Integration und Differentiation. Köln, Opladen, Westdeutscher Verlag 1968
- mit Karl Scherer: Approximationsprozesse und Intepolationsmethoden. BI Hochschultaschenbuch, Mannheim 1968.
- mit W. Oberdörster: Darstellungssätze für beschränkte lineare Funktionale im Zusammenhang mit Hausdorff-, Stieltjes- und Hamburger-Momentenproblemen. Opladen, Westdeutscher Verlag 1975.
- Hrsg. mit Dietrich Lohrmann: Science in Western and Eastern Civilization in Carolingian Times, Birkhäuser 1993.
- Hrsg. mit Walter Oberschelp, Max Kerner: Karl der Grosse und sein Nachwirken: 1200 Jahre Kultur und Wissenschaft in Europa, 2 Bände, Turnhout: Brepols 1997/98.
- Mathematics in west and east from the fifth to tenth centuries: an overview. In: P. L. Butzer, Dietrich Lohrmann (Hrsg.): Science in Western and Eastern civilization in Carolingian times, Basel 1993, S. 443–481.
- mit Karl W. Butzer: Mathematics at Charlemagne's court and its transmission. In: Catherine Cubitt (Hrsg.): Court culture in the early middle ages, Turnhout 2003, S. 77–89.
- Die Mathematiker des Aachen-Lütticher Raumes von der karolingischen bis zur spätottonischen Epoche. In: Annalen des Historischen Vereins für den Niederrhein, Band 178, 1976, S. 7–30.
- Hrsg. mit F. Féher: E. B. Christoffel, the influence of his work on mathematics and the physical sciences. Birkhäuser 1981.
- mit Francois Jongmans: P. L. Chebyshev (1821–1894): a guide to his life and work. Lehrstuhl für Mathematik A, RWTH Aachen, 1998.
- Dirichlet and his role in the founding of mathematical physics, Lehrstuhl A für Mathematik, RWTH Aachen 1983.